# 内藤晋
内藤 晋（ないとう すすむ、1922年〈大正11年〉3月18日 - 2007年〈平成19年〉8月11日）は、日本のスピードスケート選手。戦後のスピードスケート界を代表する人物の1人とされ、1951年（昭和26年）にスイスで開催された世界選手権で、日本新記録で優勝を飾った。その実績と将来性から、冬季オリンピックの代表選手に2度選ばれたが、戦争と自身の病気によりその2度とも出場の機会を失い、「不運のアスリート」とも呼ばれる。現役引退後はオリンピック日本代表選手のコーチとして、スケート界の発展に尽くした。

## 経歴

### 少年期
北海道札幌市出身。父の内藤芳雄は、幼少時、まだスケート靴が非常に高価だった時代より、我流でスケートを楽しんで技術を鍛え上げ、成人後は札幌スケート協会の幹事長を務めた。その次男である内藤晋もまた、幼少時より自宅の近隣の凍った池の上を滑るなどして、スケートの技術を自然に身につけて育った。
1935年（昭和10年）に、冬季オリンピックの日本代表選手団が苫小牧でキャンプし、苫小牧郊外でオリンピック選手記録会が開催された。内藤は父と共にここを訪れ、特別レースに出場、500メートルを51秒の好タイムで滑り、12歳にして将来性を期待された。また短時間ではあったが、河村泰男、石原省三、金正淵といった選手たちにスケートの技術の基本を教わる機会があり、それまで我流で滑っていた内藤にとっては、真のスケートに初めて触れる機会であった。このときより内藤は、将来はオリンピック選手となることを心に決めていた。
翌1936年（昭和11年）には全道選手権に出場、5000メートルと10000メートルに勝利し、総合優勝も飾るなど、13歳にして大人顔負けの活躍を見せた。この選手権は、アジア初のオリンピックとして予定されていた1940年札幌オリンピックのリハーサルを兼ねており、内藤はこの奮闘と若さを買われ、札幌オリンピック候補選手14人の内、中学生でただ1人選ばれた。しかし日中戦争の影響により、日本が開催権を返上したため、オリンピック出場が実現することはなかった。

### 戦中 - 戦後
中学時代にもスケート大会に出場した際、内藤は中国勢の強さに圧倒され、「スケートを続けるなら満州が良い」と考えた。このことから、旧制北海道庁立苫小牧工業学校（現北海道苫小牧工業高等学校）を経て日本大学へ進学した後、戦中は学徒動員で満州炭鉱に就職した。
満州では、氷の質が北海道と違い、煙や埃も多いために滑りが悪く、スケートの基本的なフォームを守らなければスピードが出ないことで、次第に基本的な技術が向上し、脚力も向上した。このことで、この満州生活は内藤にとってかけがえのないものとなった。
1945年（昭和20年）に復員後、戦後の荒廃した時代の中、自己記録の更新を重ねたが、当時の500メートルの日本記録である43秒5を破ることができずにいた。さらに当時の北海道には人工のスケートリンクがなかったため、スケートは天然の氷の上でしかできず、練習は冬季に限定されていたが、諦めずに必死に練習を重ねた。

### 日本国内外の大会での活躍
1947年（昭和22年）、第1回国民体育大会のスケート競技会で、500メートル、1500メートルで優勝した。それ以降も国体に毎年出場し、常に500メートルで優勝した。1948年（昭和23年）に北海道新聞社に入社し、勤務の傍らでスケートを続けた。

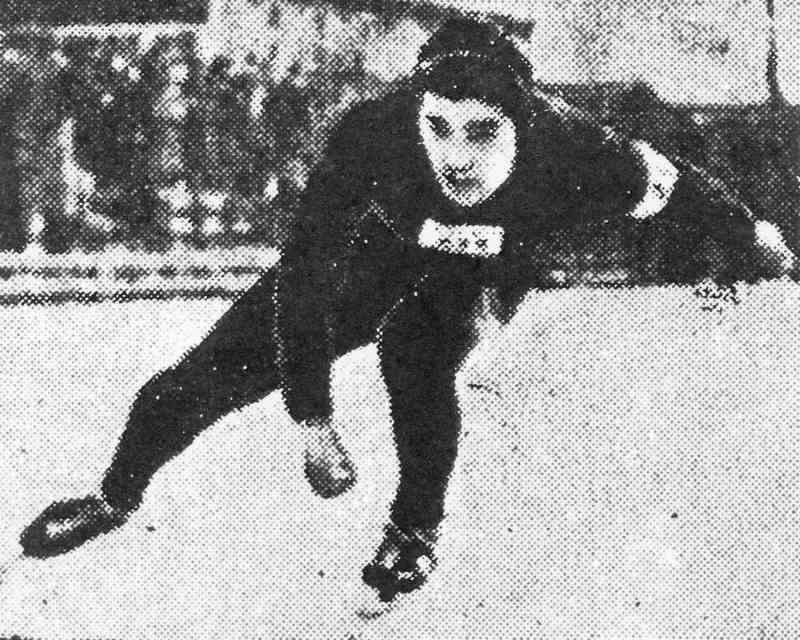
朝日新聞 1951年2月11日 3面「内藤、五百に一位 世界氷上」

1951年（昭和26年）2月、スイスのダボスで開催された世界選手権に出場した。日本は第二次世界大戦中に国際スケート連盟から国際試合を停止されており、戦後に復帰を認められ、初めて参加した国際大会であった。内藤はこの頃より体調の変化を感じていたが、「これを逃せば世界の舞台に永遠に立てない」との思いから、ドクターストップを押して参加したとも、主治医に目をつぶってもらったともいわれる。この選手権で内藤は、500メートルの日本新記録の43秒0で優勝。日本スケート界の快挙として、世界の頂点に立った。単一種目のみでの日本の優勝は戦前・戦後を通じて初であり、当時の日本スケート連盟の会長であった竹田恒徳は「予想以上の成績」「こんなに嬉しいことはない」と語った。また、このタイムは当時の世界記録であったハンス・エングネスタンゲン（ノルウェー）の41秒8には及ばなかったものの、1948年のサンモリッツオリンピックのスピードスケート男子500メートルで、フィン・ヘルゲセン（ノルウェー）が金メダルを獲得した時のタイム（43秒1）を上回るものであった。
戦後間もない日本にとっても、これは非常に明るい話題となった。失業者のあふれていた北海道でも、束の間ではあるが、多くの人々がこのニュースに心を癒された。
翌1952年（昭和27年）にオスロオリンピックが開催されるにあたり、内藤はスピードスケート500メートルの代表選手に選ばれた。かつて幻に終わった札幌オリンピック以来、久しぶりに訪れたチャンスであり、内藤は意欲に燃えた。北海道新聞運動部という職業柄、毎月数十時間の時間外勤務に加えて、真っ暗な夜でも北海道大学のグラウンドで練習に励んだ。

### 引退
スイス選手権の頃からの体調の異変に加えて、オリンピックに向けての猛練習の過労が祟った末に、1951年7月下旬、肺病に倒れ、オリンピック出場は断念せざるを得なかった。こうして内藤は2度にわたり、オリンピック出場のチャンスを逃すこととなった。これは内藤本人のみならず、日本にとっても大きな痛手であった。
同1951年に選手を引退し、病気の治療に専念した。その後、自分の築いた道を後進の者に引き継いでもらいたいとの思いで、日本スケート連盟の審判を引き受けた。スピードスケートのコーチも務めて、日本選手団の個性を伸ばすことに貢献した。スコーバレーオリンピックなどで好成績を収めた長久保初枝もまた、内藤の手掛けた選手の1人である。道東方面にもスケートを広めるために、釧路支庁管内阿寒町（後の釧路市）で阿寒選手権大会開催を企画し、この釧路からは後にサラエボオリンピックで活躍する北沢欣浩が輩出された。
内藤の手掛けた選手たちが引退、コーチとしてさらに後進を育て始めたことで、スコーバレーオリンピックの1960年を最後にコーチ業を引退。その後も札幌スケート連盟副会長を務めるなど、スケート界への貢献を続けた。北海道新聞社では運動部長を務めた。

### 晩年
1989年（平成元年）に、札幌市民のスポーツの普及進展の貢献者へ贈られる「札幌市民スポーツ賞」を受賞した。1991年（平成3年）9月には、スイスの世界選手権での好成績に加えて、指導者としてスケート選手強化に手腕を発揮した功績を称えられ、北海道のスポーツで優れた成績者や、スポーツの振興への貢献者へ贈られる「北海道スポーツ賞」を受賞した。1994年（平成6年）には文部省により、体育功労者に選ばれた。
1997年（平成9年）4月、勲六等単光旭日章（スポーツ振興功労）を受章した。その喜びを「今回の受章は私一人のものではありません。連盟を代表していただいたと思っています」と、控えめに語った。
2007年（平成19年）8月11日、札幌市内の病院で、肝不全のため85歳で死去した。死去の数日前には、病床で麻酔からなかなか覚めないため、長女の発案で、1998年長野オリンピックでの清水宏保の活躍を伝える実況の音声を聞かせたところ、あたかも現役時の感覚が甦ったかのように、興奮したように目をしばたたかせたという。
没後、内藤と同時期にスケート選手として活躍した南洞邦夫は、内藤の人物像を「日頃は穏やかだったが、競技では挑戦的な強い意志を示した」と話した。また内藤の妻の談によれば、目立つことを嫌う性格であり、家庭でもオリンピックの話はしなかったが、オリンピック候補だった知人とは「行けなくて残念だったね」と話していたという。

## 主な競技歴
- 1936年（昭和11年）1月 全道選手権大会 総合優勝[27]
- 1938年（昭和13年）1月 全国中等学校氷上大会 500メートル優勝[27]
- 1940年（昭和15年）1月 明治神宮スケート競技大会 500メートル優勝[27]
- 1943年（昭和18年）1月 全国学徒氷上競技大会 500メートル優勝[27]
- 1947年（昭和22年）2月 第1回国民大会スケート競技会 500メートル、1500メートル優勝[27]
- 1950年（昭和25年）1月 第18回全日本選手権大会 500メートル優勝[27]
- 1951年（昭和26年）2月 第45回世界選手権大会 500メートル優勝[27]

## 関連作品
札幌市出身の作家である八重樫實は、1968年（昭和43）8月25日に、内藤を題材とした小説『氷の旗』を著した。スケートを題材とした小説はこれが日本で初めてであり、八重樫の『冬の燕』『銀の宴』と合わせて、スケート3部作といわれている。